# 陸上自衛隊航空学校

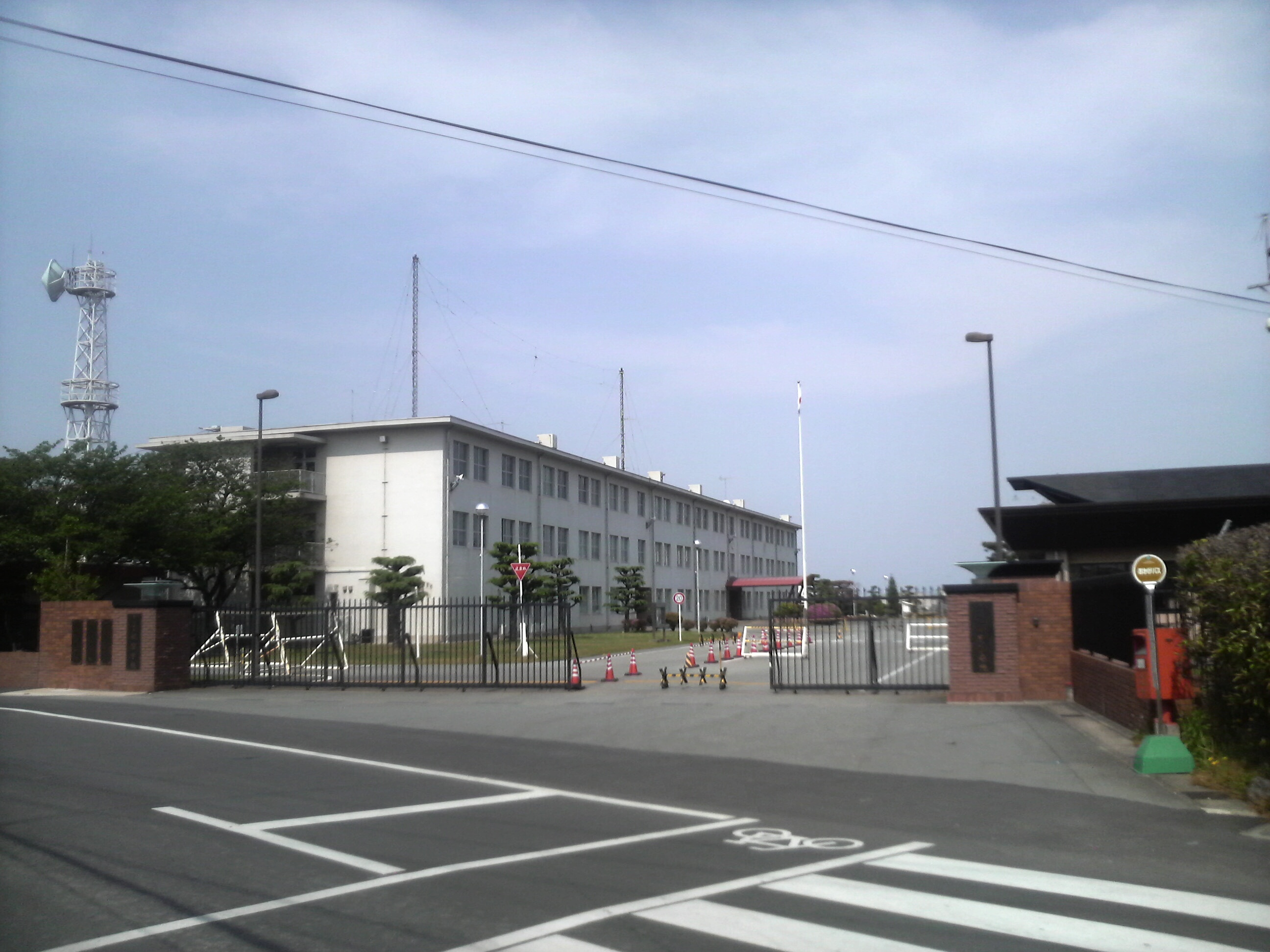
本校正門

陸上自衛隊航空学校（りくじょうじえいたいこうくうがっこう、JGSDF Aviation School）は、陸上自衛隊明野駐屯地（三重県伊勢市）に所在する防衛大臣直轄機関（学校）のひとつである。

## 概要
航空科隊員に対する教育訓練を主要任務としている。本校は三重県伊勢市小俣町明野の明野駐屯地にあり、分校として栃木県宇都宮市上横田町の宇都宮校（北宇都宮駐屯地）、茨城県土浦市右籾町の霞ヶ浦校（霞ヶ浦駐屯地）がある。
航空学校の教官がヘリコプターによる曲技飛行隊『明野レインボー』を結成しており、駐屯地祭で演技を披露している。
航空学校本校は、雑誌などで「明野本校」と表記されることが多い。
駐屯地祭の際には、航空学校教官によるアクロバットチーム「明野レインボー」が臨時編成され、AH-1S、OH-6D、OH-1によるアクロバット飛行を行う。
UH-2の先行配備も行われてる。

## 主な任務
陸上自衛隊の装備するヘリコプターの操縦士、航空機の整備員を養成するほか、航空科部隊の運用に関する教育・研究を主任務としている。
航空学校本校
- 第1教育部：部隊運用・航空管制・航空気象・航空写真教育
- 第2教育部：幹部航空操縦要員教育
- 研究部：部隊運用・教育に関する研究・調査

霞ヶ浦校（霞ヶ浦駐屯地）
- 航空機（固定翼・回転翼）整備・通信

宇都宮校（北宇都宮駐屯地）
- 陸曹航空操縦学生
- 部外委託操縦要員（警察・消防）教育
- 計器検定官課程

飛行教導隊：航空学校入校学生に対する教育支援

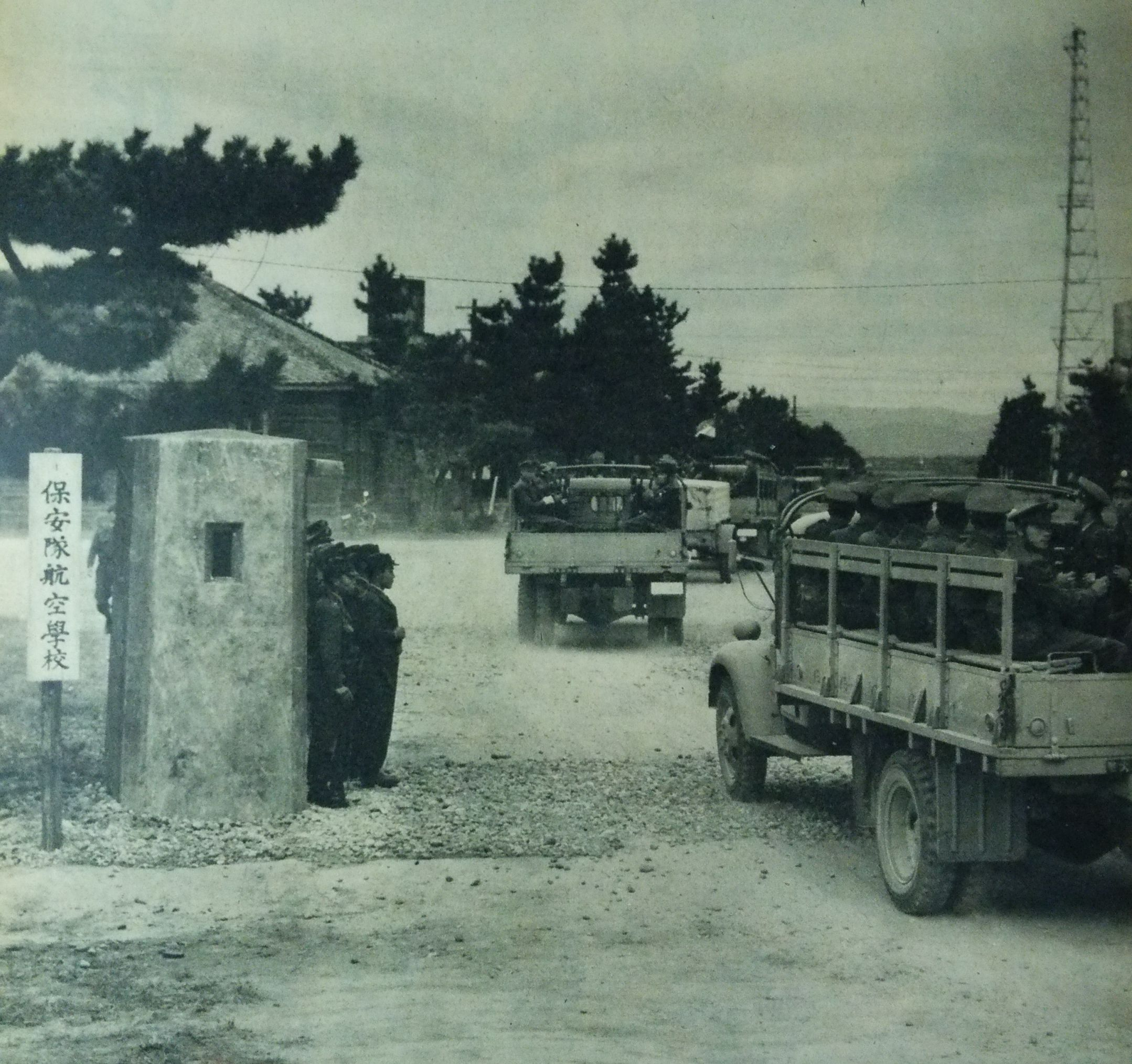
設立当時の風景（1952年10月）

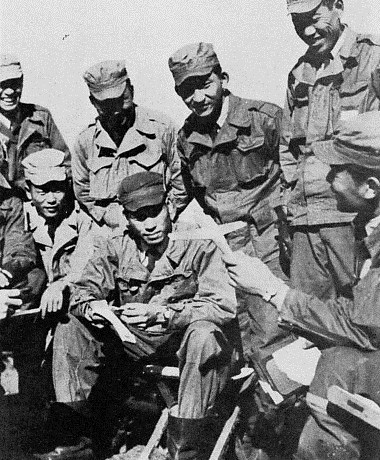
保安隊航空学校の学生（1954年2月）

- 富士飛行班（滝ヶ原駐屯地）：富士学校に対する航空支援

## 沿革
保安隊航空学校
- 1952年（昭和27年）10月15日：保安隊航空学校として浜松駐屯地（現在の航空自衛隊浜松基地）に設立。

陸上自衛隊航空学校
- 1954年（昭和29年）7月1日：防衛庁設置法よる航空自衛隊の発足に伴い、保安隊航空学校（浜松駐屯地）を陸上自衛隊航空学校に改編。
- 1955年（昭和30年）7月15日：陸上自衛隊航空学校が浜松駐屯地から明野駐屯地に移駐（8月30日まで）。
- 1959年（昭和34年）
  - 3月20日：陸上自衛隊航空学校隷下に第1ヘリコプター隊（現：第1ヘリコプター団）を明野駐屯地に新編。
  - 3月31日：第1ヘリコプター隊が明野駐屯地から霞ヶ浦駐屯地に移駐完了。
  - 12月4日：霞ヶ浦分校を霞ヶ浦駐屯地に設立。
- 1964年（昭和39年）8月1日：岩沼分校を仙台空港の敷地内に設立。
- 1968年（昭和43年）
  - 3月1日：第1ヘリコプター隊（霞ヶ浦駐屯地）を第1ヘリコプター団に改編し、第1・第2ヘリコプター隊を隷下に編成。
  - 3月22日：第1ヘリコプター隊が霞ヶ浦駐屯地から木更津駐屯地に移駐。
  - 6月1日：第2ヘリコプター隊が霞ヶ浦駐屯地から木更津駐屯地に移駐。
- 1973年（昭和48年）3月19日：岩沼分校が仙台空港から北宇都宮駐屯地に移駐して宇都宮分校に改称。
- 1977年（昭和52年）3月25日：本校隷下に教育支援飛行隊を明野駐屯地に編成。
- 1999年（平成11年）11月30日：本校の飛行開発実験隊（明野駐屯地）が廃止（後身は陸上自衛隊開発実験団隷下の飛行実験隊）。
- 2002年（平成14年）3月27日：霞ヶ浦分校が霞ヶ浦校に、宇都宮分校が宇都宮校に改称。
- 2015年（平成27年）2月23日：宇都宮校でのOH-6D操縦教育が終了[1]。
- 2018年（平成30年）3月27日：副校長が陸将補（二）から1等陸佐（一）職に変更[2]。
- 2019年（平成31年）3月26日：教育支援飛行隊（明野駐屯地）を飛行教導隊に改編。
- 2022年（令和04年）
  - 7月6日：UH-2が配備。
  - 7月13日：UH-2による訓練開始[3]。

## 組織編成
- 航空学校本校（明野駐屯地）
  - 企画室
  - 総務部
    - 総務課
    - 航空管理課
    - 管理課
    - 会計課
    - 衛生課

  - 整備部
    - 第1整備課
    - 第2整備課

  - 第1教育部
    - 教務課

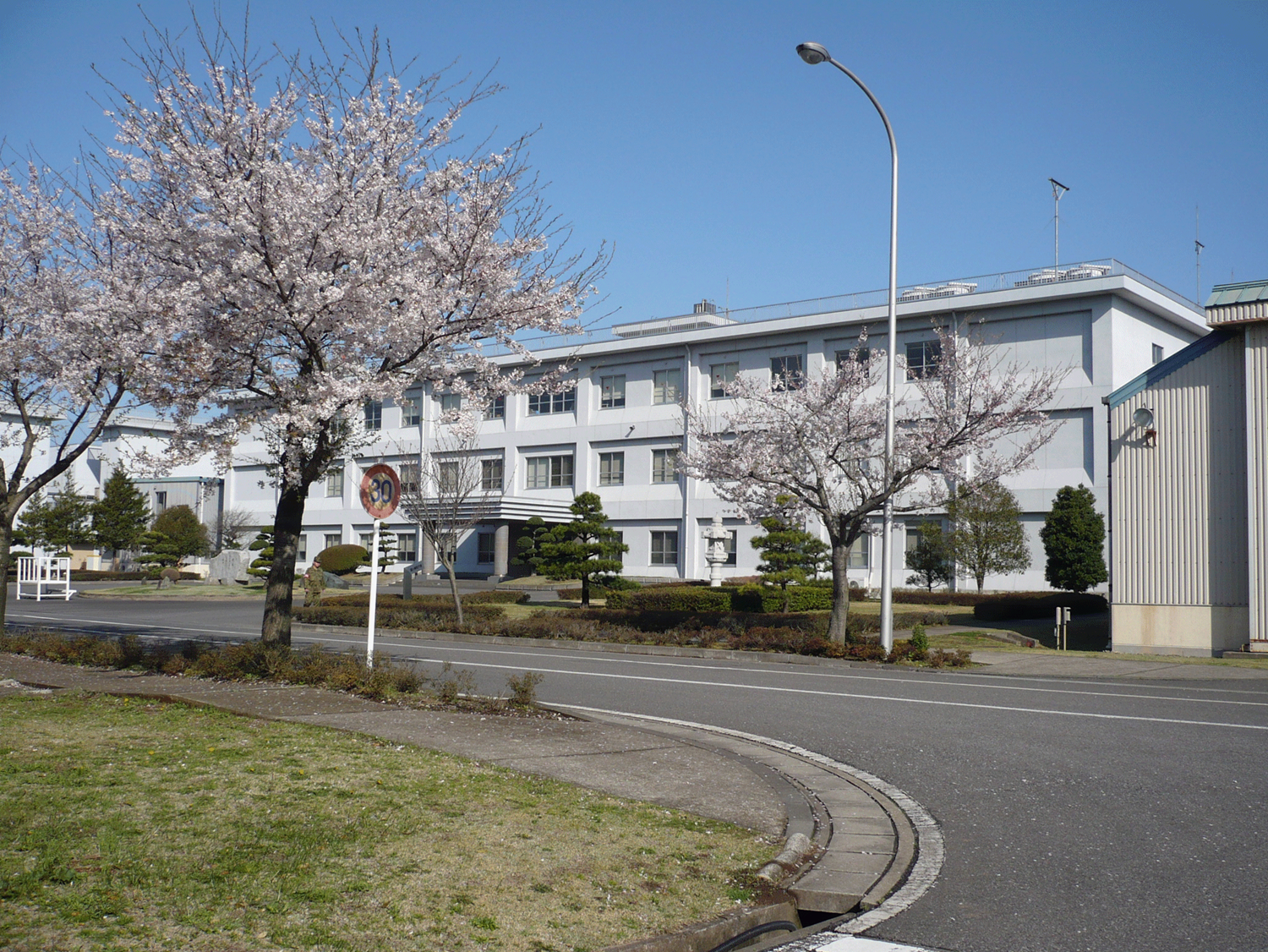
霞ヶ浦校

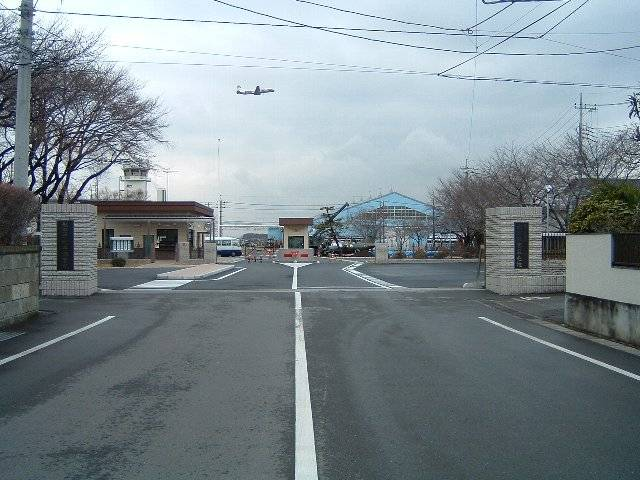
宇都宮校

  - 第2教育部：UH-60JA、UH-2、OH-1、AH-1Sなど
    - 教務課

  - 研究部
  - 飛行教導隊：UH-60JA、CH-47JAなど
    - 富士飛行班（滝ヶ原駐屯地）

- 霞ヶ浦校（霞ヶ浦駐屯地）
  - 総務課
  - 整備課
  - 教育課

- 宇都宮校（北宇都宮駐屯地）
  - 総務課
  - 管理課
  - 会計課
  - 衛生課
  - 整備課
  - 教育課

## 主要幹部
| 官職名                                 | 階級    | 氏名       | 補職発令日     | 前職                                                                                |
| -------------------------------------- | ------- | ---------- | -------------- | ----------------------------------------------------------------------------------- |
| 陸上自衛隊航空学校長 兼 明野駐屯地司令 | 陸将補  | 廣瀬敏彦   | 2024年12月20日 | 第1ヘリコプター団長 兼 木更津駐屯地司令                                             |
| 副校長                                 | 1等陸佐 | 岸田佳明   | 2023年08月01日 | 自衛隊三重地方協力本部長                                                            |
| 企画室長                               | 1等陸佐 | 薄井一     | 2024年08月01日 | 第1戦闘ヘリコプター隊長                                                             |
| 総務部長                               | 1等陸佐 | 東木場保貴 | 2023年08月01日 | 第1ヘリコプター団本部高級幕僚                                                       |
| 整備部長                               | 1等陸佐 | 伊藤孝慈   | 2022年07月01日 | 陸上自衛隊関東補給処航空部長                                                        |
| 第1教育部長                            | 1等陸佐 | 加賀澤俊樹 | 2024年08月01日 | 中部方面航空隊長 兼 八尾駐屯地司令                                                  |
| 第2教育部長                            | 1等陸佐 | 大島政之   | 2023年08月01日 | 陸上自衛隊航空学校主任教官                                                          |
| 研究部長                               | 1等陸佐 | 山田芳樹   | 2025年03月24日 | 陸上自衛隊教育訓練研究本部研究員 兼 防衛装備庁防衛イノベーション 科学技術研究所勤務 |
| 霞ヶ浦分校長                           | 1等陸佐 | 藤田尚樹   | 2024年03月04日 | 陸上自衛隊補給統制本部航空部長                                                      |
| 宇都宮分校長 兼 北宇都宮駐屯地司令     | 1等陸佐 | 古賀幹徳   | 2022年08月01日 | 統合幕僚監部総務部総務課 連絡調整業務室長                                           |

| 代 | 氏名                   | 在職期間              | 出身校・期                  | 前職                                                          | 後職                                       | 備考                                       |
| -- | ---------------------- | --------------------- | --------------------------- | ------------------------------------------------------------- | ------------------------------------------ | ------------------------------------------ |
| 01 | 汾陽光文 （1等警察正） | 1952.10.15 1954.6.30  | 陸士42期・ 陸大54期         | 第一幕僚監部第3部勤務                                         | 航空自衛官に転官 →航空自衛隊操縦学校長     | 汾は正しくは冫に分                         |
| 02 | 庄子八郎 （1等陸佐）   | 1954.7.1 1954.7.15    | 海兵59期                    | 航空学校副校長                                                | 航空自衛隊操縦学校副校長                   | 正式な役職名は 航空学校長心得              |
| 03 | 横井準次郎 （1等陸佐） | 1954.7.16 1958.7.31   | 陸士41期・ 東京帝大院外学生 | 保安隊武器学校副校長 →1954.7.1 武器学校付                     | 技術研究本部第1研究所第1部長               |                                            |
| 04 | 明地勇                 | 1958.8.1 1962.7.31    | 陸士44期・ 陸大52期         | 第8混成団本部幕僚長 →1960.8.1 陸将補昇任                      | 陸上幕僚監部第5部副部長                    |                                            |
| 05 | 衣笠駿雄               | 1962.8.1 1963.11.15   | 陸士48期・ 陸大55期         | 第6管区総監部幕僚長 →1963.1.1 陸将補昇任                      | 陸上幕僚監部航空課長                       |                                            |
| 06 | 田中堯 （1等陸佐）     | 1963.11.16 1965.3.15  | 陸士46期・ 陸大59期         | 第1ヘリコプター隊長                                           | 陸上幕僚監部付 →1965.4.1 退職              |                                            |
| 07 | 原木敏雄               | 1965.3.16 1968.3.15   | 陸士46期・ 陸大58期         | 東部方面総監部付 →1966.7.1 陸将昇任                           | 陸上幕僚監部付 →1968.4.1 退職              |                                            |
| 08 | 枦山徹夫 （陸将）      | 1968.3.16 1970.3.15   | 陸士47期・ 陸大58期         | 陸上自衛隊幹部学校副校長                                      | 陸上幕僚監部付 →1970.4.1 退職              |                                            |
| 09 | 栂博 （陸将）          | 1970.3.16 1971.6.30   | 陸士50期・ 陸大57期         | 陸上幕僚監部第2部長                                           | 第2師団長                                  | 1987秋叙勲                                 |
| 10 | 倉重翼 （陸将）        | 1971.7.1 1972.6.30    | 陸士52期                    | 北部方面総監部幕僚長 兼 札幌駐とん地司令                      | 陸上幕僚監部第5部長                        | 1989春叙勲                                 |
| 11 | 和田曻治 （陸将）      | 1972.7.1 1974.6.30    | 海機47期                    | 第13師団長                                                    | 退職                                       | 1987春叙勲                                 |
| 12 | 馬來祥介 （陸将）      | 1974.7.1 1976.6.30    | 陸士53期                    | 第9師団長                                                     | 退職                                       | 1989秋叙勲                                 |
| 13 | 中村規之 （陸将）      | 1976.7.1 1978.1.31    | 陸士56期                    | 第1ヘリコプター団長 兼 木更津駐とん地司令                     | 退職                                       | 1992春叙勲                                 |
| 14 | 能勢忠典               | 1978.2.1 1980.3.16    | 陸士57期                    | 第1ヘリコプター団長 兼 木更津駐とん地司令 →1978.3.16 陸将昇任 | 退職                                       | 1994春叙勲                                 |
| 15 | 阿野愼平 （陸将）      | 1980.3.17 1981.6.30   | 陸士57期                    | 第1混成団長 兼 那覇駐とん地司令                               | 退職                                       | 1996春叙勲                                 |
| 16 | 大津琢之 （陸将）      | 1981.7.1 1982.6.30    | 陸士59期                    | 防衛研修所副所長                                              | 退職                                       | 1996秋叙勲                                 |
| 17 | 中山公夫               | 1982.7.1 1984.3.15    | 陸士60期                    | 第1ヘリコプター団長 兼 木更津駐とん地司令 →1982.9.1 陸将昇任  | 退職                                       | 1998春叙勲                                 |
| 18 | 田村祐茂               | 1984.3.16 1986.3.16   | 法政大学 昭和28年卒         | 第1ヘリコプター団長 兼 木更津駐屯地司令 →1984.7.1 陸将昇任    | 第2師団長                                  | 2007秋叙勲                                 |
| 19 | 安藤克彦               | 1986.3.17 1987.12.10  | 中央大学 昭和31年卒         | 第1ヘリコプター団長 兼 木更津駐屯地司令                       | 第6師団長                                  | 2005春叙勲                                 |
| 20 | 神場實                 | 1987.12.11 1989.3.15  | 防大2期                     | 航空学校副校長                                                | 防衛研究所副所長                           | 2006春叙勲                                 |
| 21 | 高比康之               | 1989.3.16 1990.3.15   | 防大1期                     | 陸上自衛隊北海道地区補給処長 兼 島松駐屯地司令                | 陸上幕僚監部監察官                         | 2006春叙勲                                 |
| 22 | 織田基生               | 1990.3.16 1992.3.15   | 防大4期                     | 統合幕僚会議事務局 第1幕僚室長                                | 陸上自衛隊武器補給処長 兼 霞ヶ浦駐屯地司令 | 2009春叙勲                                 |
| 23 | 白川靖夫               | 1992.3.16 1994.3.22   | 防大6期                     | 第1ヘリコプター団長 兼 木更津駐屯地司令                       | 陸上自衛隊武器補給処長 兼 霞ヶ浦駐屯地司令 | 2010春叙勲                                 |
| 24 | 北郷誠                 | 1994.3.23 1995.11.19  | 防大6期                     | 第1ヘリコプター団長 兼 木更津駐屯地司令                       | 死去                                       |                                            |
| -  | 吉田顯彦               | 1995.11.19 1996.3.24  | 防大10期                    | 明野駐屯地司令代理（本務：航空学校副校長）                    | 明野駐屯地司令代理（本務：航空学校副校長） | 明野駐屯地司令代理（本務：航空学校副校長） |
| 25 | 久保善昭               | 1996.3.25 1997.6.30   | 防大9期                     | 陸上自衛隊富士学校機甲科部長                                  | 第2師団長                                  |                                            |
| 26 | 吉田顯彦               | 1997.7.1 1999.7.8     | 防大10期                    | 第1ヘリコプター団長 兼 木更津駐屯地司令                       | 退職                                       |                                            |
| 27 | 冨田稔                 | 1999.7.9 2001.6.28    | 防大12期                    | 第1ヘリコプター団長 兼 木更津駐屯地司令                       | 陸上自衛隊関東補給処長 兼 霞ヶ浦駐屯地司令 |                                            |
| 28 | 山根峯治               | 2001.6.29 2003.3.26   | 防大14期                    | 第1ヘリコプター団長 兼 木更津駐屯地司令                       | 退職                                       |                                            |
| 29 | 角裕行                 | 2003.3.27 2005.7.27   | 防大16期                    | 第1ヘリコプター団長 兼 木更津駐屯地司令                       | 第9師団長                                  | 2012年10月逝去                             |
| 30 | 富本啓一               | 2005.7.28 2006.8.3    | 防大16期                    | 第1ヘリコプター団長 兼 木更津駐屯地司令                       | 退職                                       |                                            |
| 31 | 鎌田正広               | 2006.8.4 2009.7.20    | 防大21期                    | 第1ヘリコプター団長 兼 木更津駐屯地司令                       | 陸上自衛隊関西補給処長 兼 宇治駐屯地司令   |                                            |
| 32 | 福盛裕一               | 2009.7.21 2011.4.26   | 防大22期                    | 第1ヘリコプター団長 兼 木更津駐屯地司令                       | 陸上自衛隊関西補給処長 兼 宇治駐屯地司令   |                                            |
| 33 | 金丸章彦               | 2011.4.26 2012.12.3   | 防大27期                    | 第1ヘリコプター団長 兼 木更津駐屯地司令                       | 第3師団副師団長 兼 千僧駐屯地司令          |                                            |
| 34 | 大西裕文               | 2012.12.4 2015.3.29   | 防大27期                    | 東部方面総監部幕僚副長                                        | 防衛研究所副所長                           |                                            |
| 35 | 伊東伸基               | 2015.3.30 2016.12.19  | 防大27期                    | 第7師団副師団長 兼 東千歳駐屯地司令                           | 退職                                       |                                            |
| 36 | 田尻祐介               | 2016.12.20 2018.3.26  | 防大32期                    | 第1ヘリコプター団長 兼 木更津駐屯地司令                       | 西部方面総監部幕僚副長                     |                                            |
| 37 | 服部正                 | 2018.3.27 2020.3.17   | 防大29期                    | 第1ヘリコプター団長 兼 木更津駐屯地司令                       | 退職                                       |                                            |
| 38 | 関口勝則               | 2020.3.18 2021.3.25   | 防大31期                    | 第3師団副師団長 兼 千僧駐屯地司令                             | 退職                                       |                                            |
| 39 | 安井寛                 | 2021.3.26 2022.12.22  | 防大32期                    | 中部方面総監部幕僚副長                                        | 退職                                       |                                            |
| 40 | 更谷光二               | 2022.12.23 2024.12.19 | 防大33期                    | 第1ヘリコプター団長 兼 木更津駐屯地司令                       | 退職                                       |                                            |
| 41 | 廣瀬敏彦               | 2024.12.20            | 防大36期                    | 第1ヘリコプター団長 兼 木更津駐屯地司令                       |                                            |                                            |

## 廃止（改編）部隊
- 1999年（平成11年）11月29日廃止
  - 飛行開発実験隊：陸上自衛隊開発実験団隷下の飛行実験隊に改編。
- 2019年（平成31年）3月25日廃止
  - 教育支援飛行隊：飛行教導隊に改編。